# St. Johannes (Hemau)

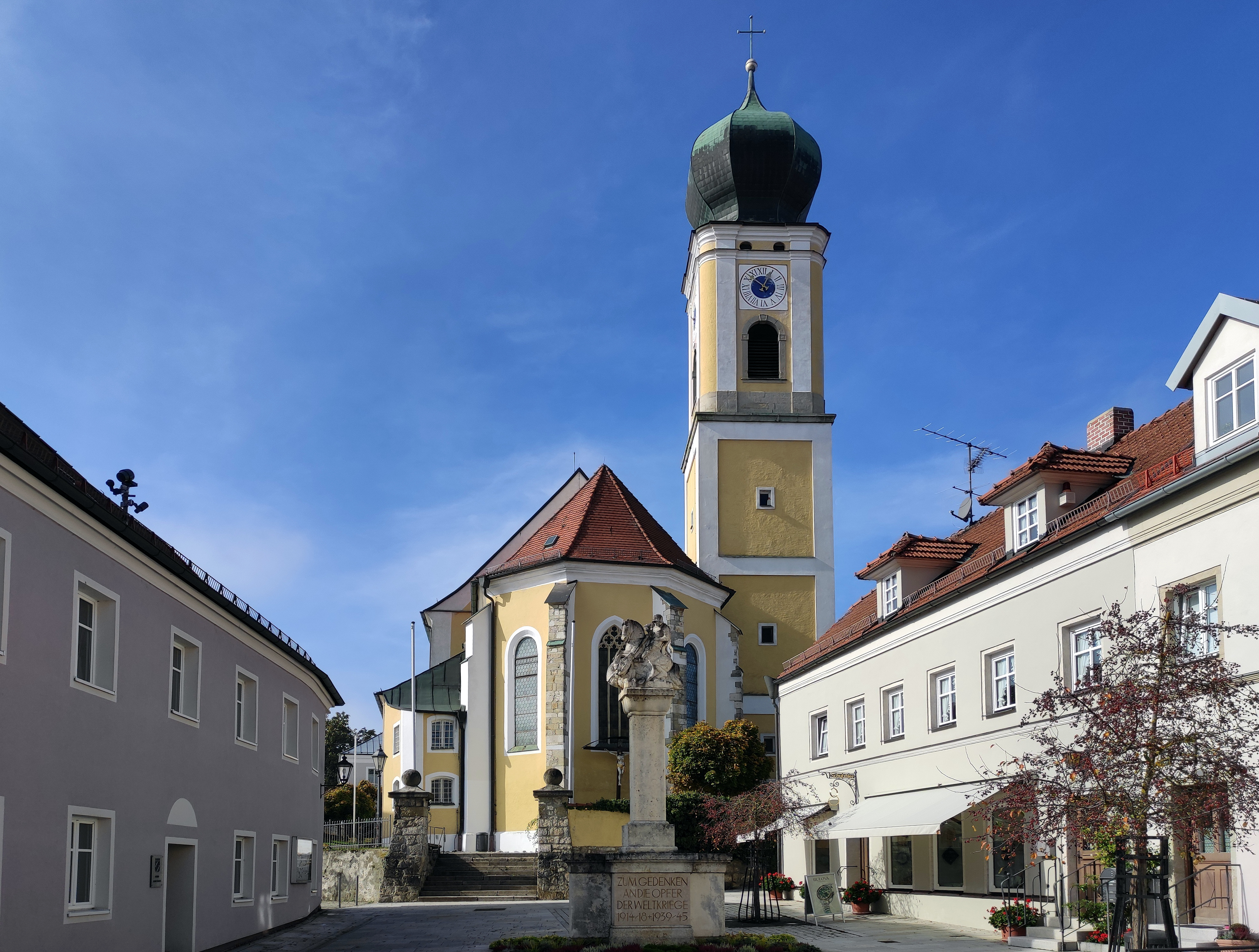
St. Johannes Hemau

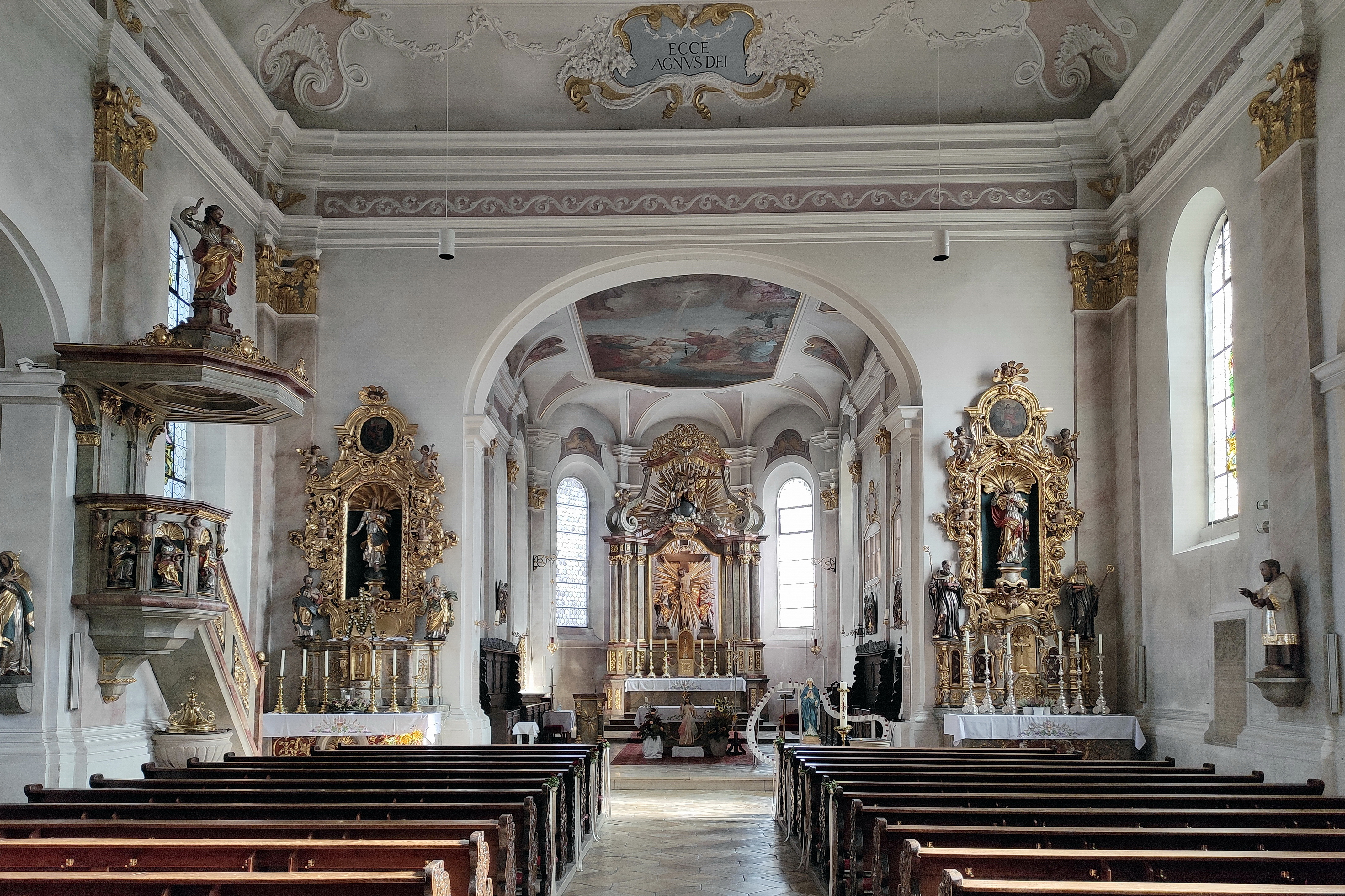
St. Johannes Hemau: Innenraum

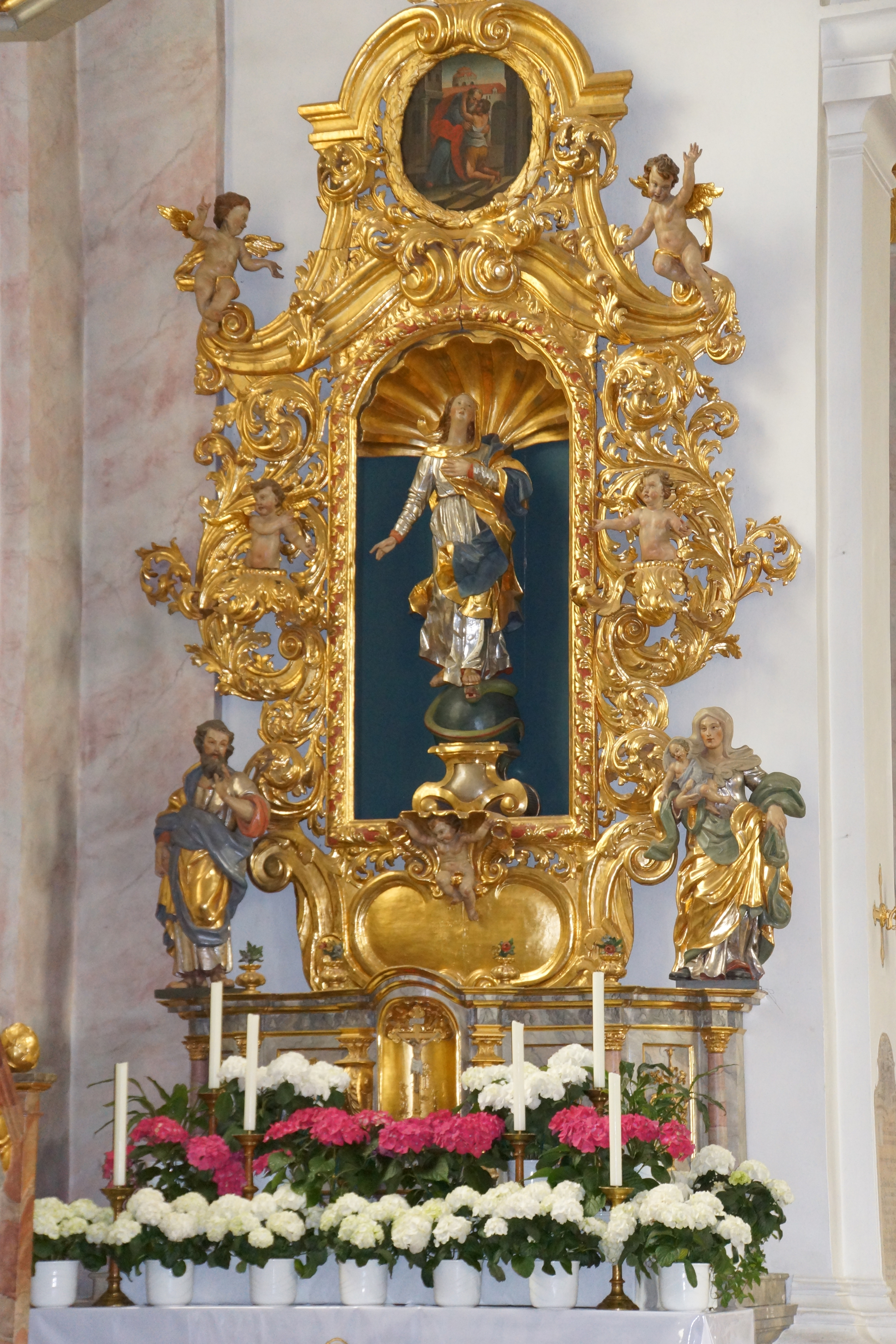
Linker Seitenaltar

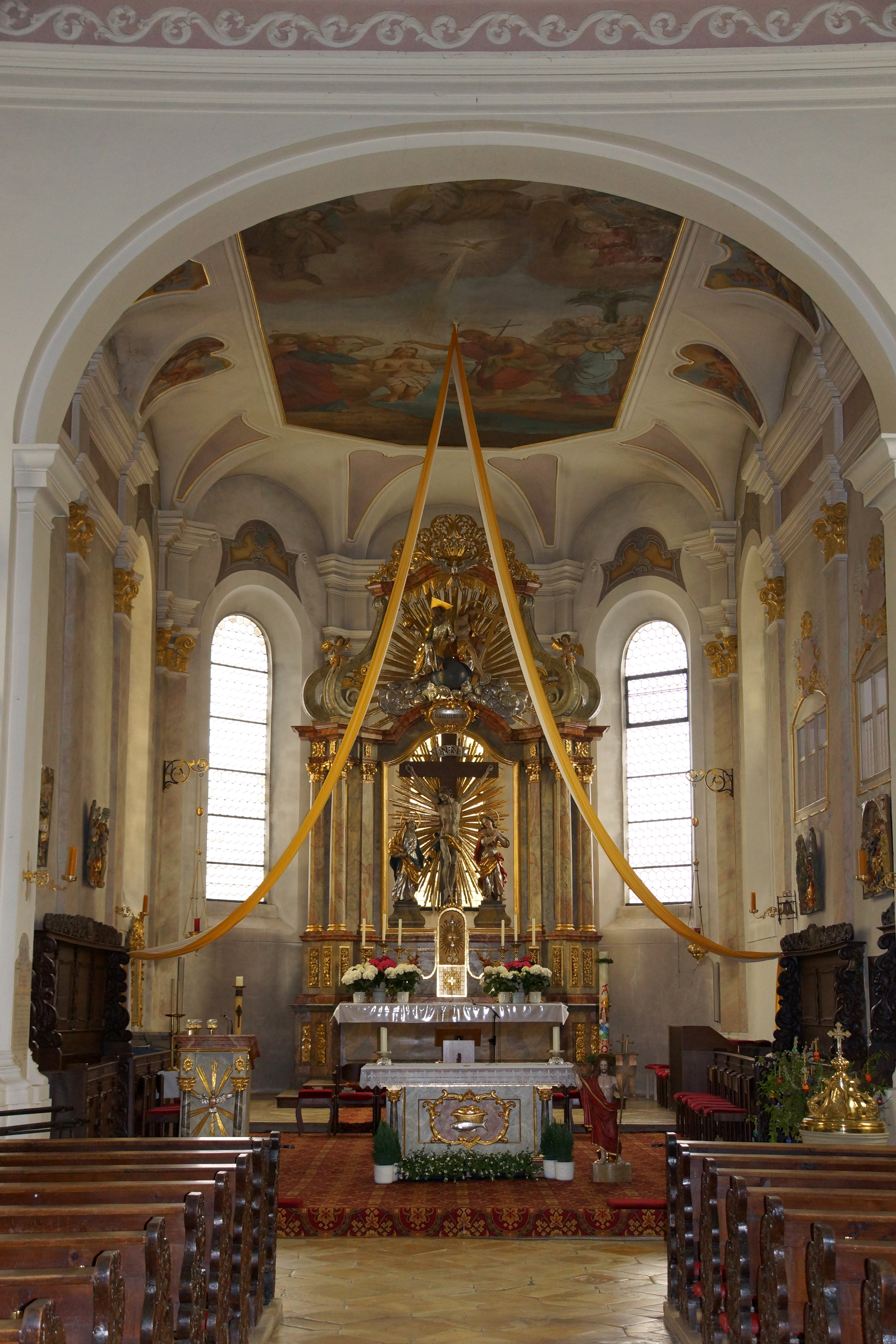
Chor

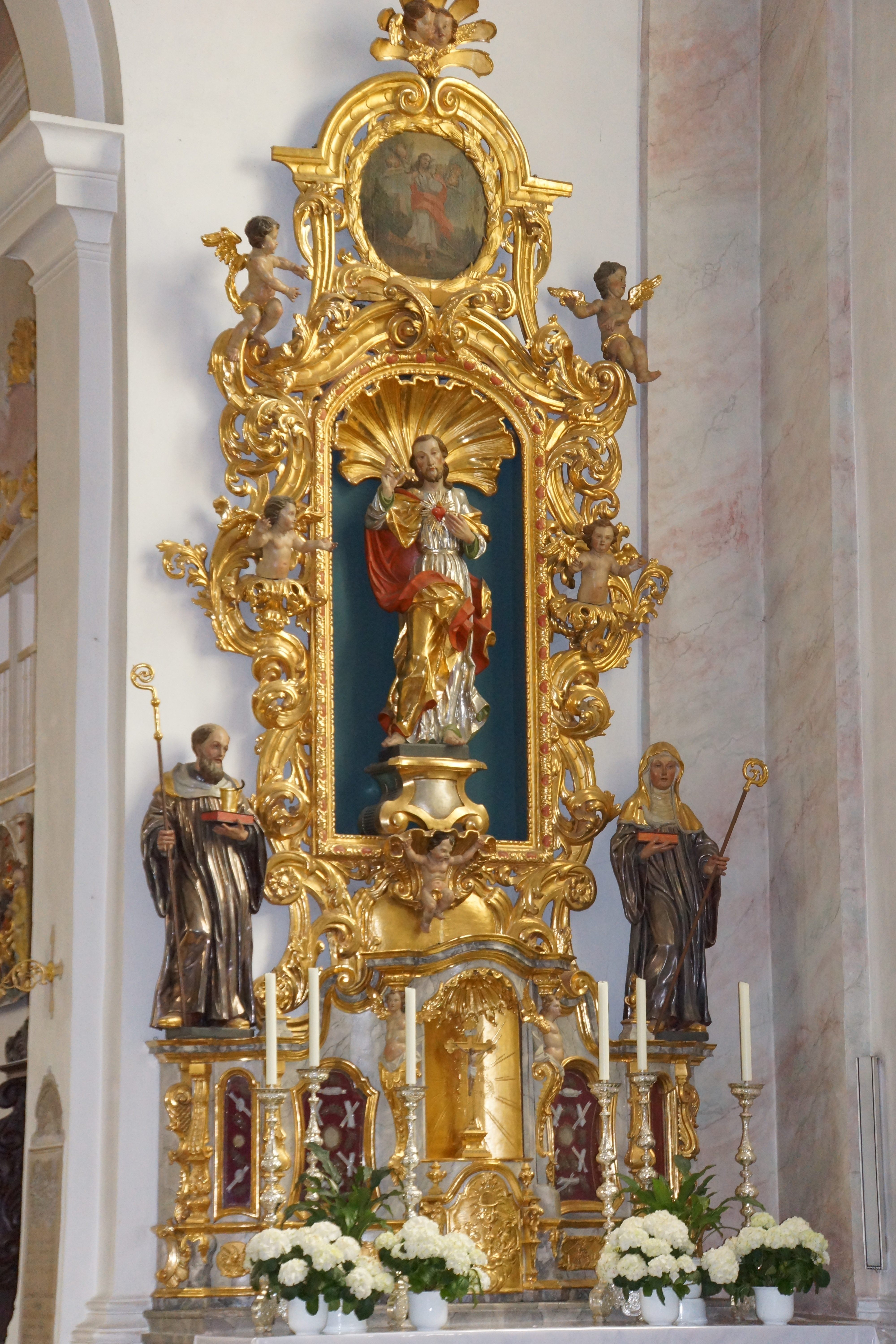
Rechter Seitenaltar

Die römisch-katholische Kirche St. Johannes (auch: St. Johann Baptist) ist eine ursprünglich gotische, durchgreifend barockisierte Saalkirche in Hemau im Oberpfälzer Landkreis Regensburg. Sie gehört zur Kirchengemeinde St. Johannes Hemau im Dekanat Laaber des Bistums Regensburg.

## Geschichte
Die erste Kirche am Ort wurde 1125 durch Bischof Otto von Bamberg geweiht. Im Jahr 1138 gehörte die Kirche zu Hohenschambach. In der Zeit vor 1209 wurde die Pfarrei dem Kloster Prüfening inkorporiert. Nach einer Inschrift an einem Pfeiler wurde der Chor im Jahr 1477 angebaut, das gotische Gewölbe wurde 1705 durch eine Spiegeldecke ersetzt. Im Jahr 1715 legte Abt Otto von Prüfening den Grundstein für einen Neubau, der durch den Maurermeister Johann Ulrich Beystadler und den Zimmermeister Georg Eichenseher aus Hemau ausgeführt und 1721 geweiht wurde. In den Jahren 1724/1725 wurde der spätgotische Turm abgebrochen und 1729 vermutlich durch die kurfürstlichen Maurermeister Michael und Josef Wolf aus Stadtamhof neu erbaut. Der Chor wurde 1755 restauriert, wobei die Fenster teilweise verändert wurden. In den Jahren 1852 und 1879 erfolgten weitere Restaurierungen, bei denen die Deckenbemalung erneuert wurde. Bei einer Restaurierung im Jahr 1958 wurden unter anderem die Altäre aus den Seitenkapellen an die Chorwand versetzt und die Glasmalereien in den Chorfenstern entfernt.

## Architektur
Aus spätgotischer Zeit stammt der breite, eingezogene Chor mit Fünfachtelschluss und Strebepfeilern. Das barocke Langhaus ist ein für die Region typischer Saal, der in der zweiten Achse von Osten in flachbogige Kapellennischen mit Muschelwölbung geöffnet ist. Die Wände sind mit Pilastern gegliedert, im Westen ist eine doppelgeschossige Empore eingebaut. Über der barocken Sakristei ist im Süden am Chor ein Oratorium eingebaut. Die sparsame Stuckatur ist in der Bauzeit um 1720 entstanden. Die Otto Gebhard zugeschriebene Ausmalung der Chorseiten von 1755 wurde im 19. Jahrhundert verputzt und 1989/1990 freigelegt.

## Ausstattung
Der Altar aus den Jahren 1757–1763 von Franz Anton Neu aus Prüfening wurde aus dem aufgegebenen Dorf Kittensee im Jahr 1951 übernommen. Anstelle des Altarblatts wurde nachträglich hinter dem Rahmen eine Kreuzigungsgruppe aus Nagel im Fichtelgebirge aufgestellt. An der Chorwand stehen zwei für die Oberpfalz typische Laubwerkaltäre aus den Jahren 1721 und 1723, die Johann Michael Schaller aus Velburg zugeschrieben werden. Links steht der ehemalige Sebastiansaltar, rechts der ehemalige Josephsaltar, die beide mit breiten Akanthusrankenornamenten gerahmt sind, in welche Putten integriert sind. Die Hauptfiguren der beiden Altäre wurden später in die Seitenkapellenaltäre versetzt.
An der nördlichen Chorwand ist ein Bild der Schwarzen Madonna angebracht, das in einem fein geschnitzten Rahmen des Rokoko eingefasst ist.
Mehrere bedeutende spätgotische Holzreliefs aus der Zeit um 1500 sind durch eine neuere Fassung beeinträchtigt. Sie stammen vermutlich aus einem Flügelaltar, stellen Johann Baptist und Johannes Evangelista dar und stehen stilistisch dem Frühwerk von Veit Stoß nahe. Charakteristisch ist die weite Landschaftsdarstellung bei dem Johannes auf Patmos mit ausdrucksvoller Gewanddrapierung. Die Raumdarstellung und Details der zeitgenössischen Tracht und Innenausstattung ähneln der Darstellung auf zwei Relieftafeln aus Vohburg mit dem heiligen Andreas, die jetzt im Diözesanmuseum Regensburg aufbewahrt werden.
Der Kreuzweg enthält bemerkenswerte Bilder aus der Zeit um 1700.
Von den Grabdenkmälern ist besonders das monumentale Epitaph für den Hemauer Pfleger Sebastian von Parsberg zu Lupburg († 1525) an der Nordaußenwand mit einer Darstellung des Verstorbenen in voller Rüstung, gerahmt von einer Renaissance-Ädikula und Wappen derer von Parsberg und Murach in den Zwickeln der Archivolte zu erwähnen. An der Südseite ist das Epitaph für den Hemauer Pfleger Wilhelm Berlin († 1572) mit einer Darstellung des Verstorbenen in Ganzfigur mit Rüstung aufgestellt, das dem Regensburger Bildhauer Hans Pötzlinger aus der Zeit um 1569/1570 zugeschrieben wird. 
Die erste überlieferte Orgel war ein Werk von August Ferdinand Bittner sen. aus dem Jahr 1840. Die heutige Orgel ist ein Instrument mit Freipfeifenprospekt von Eduard Hirnschrodt aus den 1960er Jahren. Eine der drei Glocken mit einer romanischen Umschrift stammt möglicherweise noch aus dem ersten Kirchenbau von 1125.
Von 1595 bis 1861 war der Turm der Kirche mit einem Türmer besetzt.